# Opistharsostethus sumatrensis
Opistharsostethus sumatrensis är en insektsart som först beskrevs av Butler 1877.  Opistharsostethus sumatrensis ingår i släktet Opistharsostethus och familjen spottstritar. Inga underarter finns listade i Catalogue of Life.